# Write once, compile anywhere
Write once, compile anywhere (WOCA、「一度（プログラムを）書けば、どこでもコンパイルできる」) は、どのようなプラットフォームでもコンパイルでき、利用できるようなソフトウェアを書くことをいう。サン・マイクロシステムズによるJavaのスローガン＜Write once, run anywhere（「一度（プログラムを）書けば、どこでも実行できる」）＞に対抗した表現であり、コンパイルされたバイナリコードレベルではなく、ソースコードレベルでプラットフォーム間の互換性を実装することである。WOCAの精神に則れば、AdaやCのような多くの言語を用いてプラットフォーム間の互換性を実現することができる。互換性の実現にはソケットやGUIといったライブラリをクロスプラットホームにしなければならないという問題がつきまとう。
LazarusはクロスプラットホームのFree Pascal Compilerをコンパイラに使い、Write once, compile anywareを掲げているクロスプラットホームGUIライブラリ＋IDEプロジェクトである。いくつかのクロスプラットホームで、ウインドウベースのRAD-GUIを実現しつつある。